# Бизин
Бизи́н (болг. Бъзън) — село в Русенській області Болгарії. Входить до складу общини Русе.

## Населення
За даними перепису населення 2011 року у селі проживали 1223 особи.
Національний склад населення села:
| Національність   | Кількість осіб | Відсоток |
| ---------------- | -------------- | -------- |
| турки            | 706            | 61,9%    |
| болгари          | 410            | 36,0%    |
| цигани           | 16             | 1,4%     |
| інша             | 3              | 0,3%     |
| не визначились   | 5              | 0,4%     |
| Всього відповіли | 1140           |          |

Розподіл населення за віком у 2011 році:
Динаміка населення: